# Pseudoblothrus golovatchi
Espèce
Pseudoblothrus arcanus est une espèce de pseudoscorpions de la famille des Syarinidae.

## Distribution
Cette espèce est endémique de Crimée en Ukraine. Elle se rencontre dans des grottes du karst Ai-Petri.

## Description
Le mâle holotype mesure 3,05 mm, les mâles mesurent de 2,80 à 3,25 mm et les femelles de 3,25 à 3,62 mm.

## Étymologie
Cette espèce est nommée en l'honneur de Sergei Ilyich Golovatch.

## Publication originale
- Turbanov & Kolesnikov, 2020 : « Two new cave-dwelling species of the false scorpion genus Pseudoblothrus Beier, 1931 (Arachnida: Pseudoscorpiones: Syarinidae) from the Crimean Peninsula. » Arthropoda Selecta, vol. 29, no 1, p. 28–50 (texte intégral).